# Un home diferent
Un home diferent (títol original en anglès, A Different Man) és una pel·lícula de comèdia negra psicològica estatunidenca del 2024 escrita i dirigida per Aaron Schimberg, protagonitzada per Sebastian Stan, Renate Reinsve i Adam Pearson. La pel·lícula segueix l'Edward, un actor amb neurofibromatosi que se sotmet a un procediment experimental per canviar-se la cara, només perquè la seva nova vida faci evident les inseguretats del passat i els nous problemes. S'ha subtitulat al català.
La pel·lícula es va estrenar al Festival de Cinema de Sundance el 21 de gener de 2024 i es va projectar al 74è Festival Internacional de Cinema de Berlín el 16 de febrer, on Stan va guanyar l'Os de Plata a la millor interpretació protagonista. Va arribar als cinemes dels Estats Units el 20 de setembre de 2024 amb la distribució d'A24. Va rebre crítiques positives, que va elogiar sobretot les actuacions de Stan i Pearson, així com el guió de Schimberg. La pel·lícula va obtenir una nominació al millor maquillatge als 97ns premis Oscar, mentre que Stan va guanyar la categoria de millor actor musical o còmic als 82ns Premis Globus d'Or.
El rodatge principal va començar el juliol del 2022 i es va dur a terme durant 22 dies a Nova York, principalment a l'East Village, l'Upper West Side i parts de Brooklyn.